# Lucky Thompson
Eli "Lucky" Thompson (16 de junio de 1924-30 de julio de 2005) fue un músico estadounidense de jazz, saxofonista tenor y soprano. Se encuadra en el estilo bebop.

## Carrera
Tras tocar en las bandas de swing de Lionel Hampton, Slam Stewart, Don Redman, Lucky Millinder (1910-1966) y Count Basie, fue miembro de la banda de Billy Eckstine, en la que también estaban Charlie Parker, Dizzy Gillespie y Art Blakey. Thompson tocó rhythm and blues antes de desenvolverse en el bop y el hard bop con Kenny Clarke, Miles Davis, Dizzy Gillespie y Milt Jackson. 
Además de sus grabaciones como director de banda para ABC Paramount y Prestige, como acompañante aparece en el Cuban Fire de Stan Kenton, las grabaciones de Charlie Parker para Dial Records, el Walkin' de Miles Davis y los álbumes de Milt Jackson para Savoy Records.
Tras una batalla contra la Enfermedad de Alzheimer, falleció el 30 de julio de 2005,a los 81 años

## Discografía seleccionada

### Como líder
- Accent On Tenor (Urania, 1954; reeditado por Fresh Sound)
- Tricotism (Impulse, 1956)
- Brown Rose (Xanadu, 1956)
- Lord, Lord, Am I Ever Gonna Know? (Candid, 1961)
- Lucky Thompson Plays Jerome Kern and No More (Moodsville, 1963)
- Lucky Strikes (Prestige, 1964)
- Lucky Thompson Plays Happy Days Are Here Again (Prestige, 1965)
- Lucky is Back! (Rivoli, 1965)
- Body & Soul (Nessa, 1970)
- Soul's Nite Out, con Tete Montoliu Trio (Ensayo, 1971)
- Goodbye Yesterday (Groove Merchant, 1972)
- Paris Blue, con Sammy Price (Concord Jazz, 2000)
- Modern Jazz Group (EmArcy, /Sunnyside, 2000)
- Jazz in Paris, con Dave Pochonet All Stars (Sunnyside, 2001)
- Home Comin' (2003)

### Como sideman
Con Miles Davis
- Walkin' (PRLP' 7076)

Con Oscar Pettiford
- The Oscar Pettiford Orchestra in Hi-Fi (ABC-Paramount, 1956)
- The Oscar Pettiford Orchestra in Hi-Fi Volume II (ABC-Paramount, 1957)

Con Art Blakey
- Soul Finger (Limelight, 1965)

Con Jimmy Cleveland
- Introducing Jimmy Cleveland and His All Stars (EmArcy, 1955)

Con Dizzy Gillespie
- Afro (Norgran, 1954)
- Dizzy and Strings (Norgran, 1954)

Con Milt Jackson
- Meet Milt Jackson (Savoy, 1956)
- Roll 'Em Bags (Savoy, 1956)
- Jackson'sville (MG-12080 Savoy, 1956)
- Ballads & Blues (Atlantic, 1956)
- The Jazz Skyline (Savoy, 1956)
- Plenty, Plenty Soul (Atlantic, 1957)

Con John Lewis
- The Modern Jazz Society Presents a Concert of Contemporary Music (Norgran, 1955)

Con Thelonious Monk
- Genius of Modern Music: Volume 2 (Blue Note, 1952)[9]

Con Stan Kenton
- Cuban Fire! (Capitol, 1956)

Con Dinah Washington
- Mellow Mama, 1945 Apollo Records (Delmark, 1992)[10]